# Niente al mondo
Niente al mondo è un brano musicale della cantautrice italiana Dolcenera, pubblicato il 23 maggio 2014 dalla casa discografica Universal come singolo apripista del sesto album in studio della cantante, Le stelle non tremano.
Il brano nel giugno dello stesso anno ottiene una nomination al premio RTL 102.5 - Canzone dell'estate 2014 indetto dal Summer Festival.

## Il brano
Il singolo, scritto insieme a Francesco Sighieri, arrangiato e prodotto dalla cantante stessa è entrato in rotazione radiofonica a partire dal 23 maggio 2014 ed in contemporanea reso disponibile per il download digitale in Italia.

## Il video
Il video ufficiale del brano, girato alle cave di marmo di Carrara, è uscito l'11 giugno nel canale Vevo You Tube della cantante.

## Successo commerciale
Nell'estate del 2014 conquista il secondo posto della classifica di 
Earone e a fine agosto raggiunge come posizione massima la 44ª della classifica FIMI.

## Formazione

### Musicisti
- Dolcenera - voce, tastiere e synth
- Antonio Petruzzelli - basso
- Paolo Valli - batteria
- Mattia Tedesco - chitarra

### Produzione e staff tecnico
- Programming: Pio Stefanini e Dolcenera
- Registrato da Pio Stefanini e mixato da Cristian Milani
- Masterizzato da Chris Gehringer @ “SterlingSound” di New York

## Credits videoclip
- Directors: Fabio Jansen & Andrea Basile
- Cinematographer.: Piermaria Agostini
- Editor: Andrea Navicella
- Colorist: Dider Tommasi
- Make Up: Daniele Peluso
- Stylist: Valentina Massa
- Ex. producer : Stefano Monticelli
- Black Mamba Productions @ 2014

## Classifiche
| Classifica (2014) | Posizione massima |
| ----------------- | ----------------- |
| Italia            | 44                |